# Бирс, Амброз
А́мброз Гуи́ннет Бирс (англ. Ambrose Gwinnett Bierce, 24 июня 1842 — возможно 26 декабря 1913 или 11 января 1914?) — американский писатель, журналист, автор юмористических и «страшных» рассказов.
Участник Гражданской войны в США (1861—1865), Амброз Бирс отличался своеобразной репортёрской резкостью, неуступчивостью и прямолинейностью, которые проступали не только в его статьях и эссе, но и в художественной прозе и поэзии. Из-за этого он заработал прозвище «Беспощадный Бирс» (англ. Bitter Bierce). В старшем возрасте поддерживал и поощрял молодых литераторов, таких как поэт Джордж Стерлинг (1869—1926) и автора «страшных» рассказов Уильям Чемберз Морроу (1854—1923).
В конце жизни Амброз Бирс, разбитый личными трагедиями (безвременная кончина двух сыновей, развод с женой, проблемы с работодателями), отправился в Мексику, где шла гражданская война. Последнее его письмо домой было датировано 26 декабря 1913 года, после чего писатель бесследно исчез. Место и время смерти Амброза Бирса и сейчас доподлинно неизвестны.
Литературное наследие Амброза Бирса получило высокую оценку у современников и последователей. Амброз Бирс считается образцовым мастером короткой прозы, а его рассказ «Случай на мосту через Совиный ручей» считается классикой американской литературы. Входит в число самых читаемых и влиятельных новеллистов западной литературы.

## Биография
Амброз Бирс родился 24 июня 1842 года в сельской местности в округе Мейгс, штат Огайо. У его отца Маркуса Аврелия было тринадцать детей, и всем детям он дал имена, начинающиеся на букву А: Абигайл, Адиссон, Аврелий, Алмеда, Анна, Амелия, Августин, Андрью, Альберт, Амброз, Артур, Аделия, Аврелия. Предки матери Лоры Шервуд являлись английскими джентри. Воспитывался в г. Элкхарт, штат Индиана. Не исключено, что своё имя будущий писатель получил в честь произведения английского драматурга и писателя Дугласа Джеррольда «Амброз Гвиннетт. Приморская история» (англ. Ambrose Gwinnett, Or, A Sea-side Story: A Melo-drama in Three Acts), который можно было найти в богатой отцовской библиотеке (его отец любил английских публицистов XVIII века, готическую прозу, произведения лорда Байрона и семейные журналы).
В 1846 году семья переезжает в штат Индиана (сперва в округ Косцюшко, потом Элхарт). Начального и среднего образования Амброз Бирс не получил, но его отсутствие компенсировал естественной любознательностью и любовью к чтению. В это время закладываются основы отношений Амброза с семьёй. Между ним и родителями (оба отличались авторитарным характером и подчёркнутой набожностью) сложились тяжёлые отношения, в частности, атеизм зрелого Бирса и едкий сарказм и жёсткость в его отношении к людям были следствием натянутых отношений с родителями. Зато фигура родного дяди генерала Лу́сиуса Ве́руса Бирса (1801—1870) для юного Амброза была непоколебимым авторитетом и оставалась таковой в течение всей жизни будущего писателя. В 15 лет Амброз стал подрабатывать в редакции аболиционистской газеты «The Northern Indianan», а ещё на два года идёт в Военный институт Кентукки (по сути военная школа).
После начала Гражданской войны записался в армию юнионистов (северян), служил в Девятом полку Добровольцев Индианы. В 1862 году был прикомандирован к штабу генерала Уильяма Хейзена, исполнял обязанности топографа и картографа. В июне 1864 года был тяжело ранен в голову в Сражении за гору Каннесо. В начале 1865 года был комиссован, но в следующем году вернулся в армию под начало Хейзена. Участвовал в конной экспедиции на Западные равнины с целью инспекции. В конце 1866 года прибыл в Сан-Франциско.
В Сан-Франциско Бирс получил чин майора и уволился из армии. После войны сменил несколько профессий, пока наконец не нашёл себя в журналистике и политической карикатуре, работая корреспондентом и редактором в газете «News-Letter» и др. Амброз появлялся на страницах газет в качестве колумниста, то есть обозревателя, который даёт оценки сложившейся политической ситуации в стране или событиям за границей.
25 декабря 1871 года Бирс женился на Мэри Эллен Дей. В 1872 году уехал вместе с женой по заданию редакции в Лондон. В то время в Великобритании были очень популярны американские писатели и там один за другим издаются три сборника рассказов Бирса. За свои язвительные статьи он заслужил прозвище «Бирс с горчинкой» (Bitter Bierce; по аналогии с Bitter Beer — «горькое пиво»). В 1876 году вернулся в США и стал работать в газете «The San Francisco Examiner» (Сан-Франциско), а затем переехал в Дедвуд (Северная Дакота).
Однако профессиональный успех не доставлял Бирсу удовлетворения, поскольку у него возникли неприятности в личной жизни. В 1889 году старший сын Бирса погиб на дуэли из-за женщины, а младший сын, Ли, умер в Нью-Йорке в марте 1901 года от пневмонии. В 1904 году жена Бирса, Мэри, ушла от него, а несколькими месяцами позже, 27 апреля 1905 года, она умерла. Писатель тяжело переживал её смерть.
Репутация
Обладавший тяжёлым и неуживчивым характером, экстравагантный и не чуждый дурных привычек, Бирс заслужил довольно неоднозначные оценки со стороны своих современников. В богемных кругах Сан-Франциско он был известен под ироническим прозвищем «Всемогущий Бог Бирс» (Almighty God Bierse), представлявшего собой ироническую расшифровку его инициалов. Кэри Маквильямс в книге «Ambrose Bierce: A Biography» (1929) приводит более двадцати слов, характеризующих писателя: «великий, желчный, идеалист, циник, угрюмый, раздражительный, радостный, скверный, садист, обскурант, извращенец, знаменитый, жестокий, добрый, дьявол, бог, мизантроп, поэт, реалист, писатель-романтик, искусный сатирик и в какой-то мере шарлатан».
Исчезновение (версии гибели)
В конце 1913 года писатель отправился на юг США, чтобы посетить места своих былых сражений. Он проследовал через Луизиану и Техас, затем направился в Мексику, где тогда бушевала революция. В городе Сьюдад-Хуарес писатель присоединился к армии Панчо Вильи в качестве обозревателя. Своё последнее письмо другу Бирс отправил 26 декабря 1913 года, после чего его следы теряются. Обстоятельства этого исчезновения — одного из самых загадочных в истории США — так и остались необъяснёнными. Последними строками его последнего письма были:

Что касается меня, то я отправляюсь отсюда завтра в неизвестном направлении. Оригинальный текст (англ.)As to me, I leave here tomorrow for an unknown destination."— Амброз Бирс, 26 декабря 1913 г.
Некоторые источники также считают возможной датой смерти писателя 11 января 1914 года, то есть в день сражения за Охинагу (исп. Ojinaga), однако достоверных источников, указывающих на участие Бирса в той битве, тоже нет.
Существует версия, согласно которой вечером 26 декабря 1913 года Амброз Бирс был взят в плен правительственными солдатами, которые вывезли его в мексиканскую пустыню и по приказу своего командира без суда казнили (расстреляли) там как обычного повстанца. Во всяком случае в пользу этой версии говорят записи 11-го полка мексиканской армии под командованием Антонио Пичете, которые сообщали, что в тот вечер группа из 10 солдат захватила неизвестного «старика-гринго», вооружённого револьвером, который отказался разговаривать с офицером, за что был немедля отвезён на 2 километра от расположения полка и расстрелян. После чего тело его было зарыто в яме на месте казни.
Согласно другой версии, в тот же вечер 26 декабря 1913 года в посёлке Сьерра-Мохада в штате Коауила недалеко от границы с США местные жители видели, как пьяный «старик-гринго» ругался с офицером, возглавляющим элитный эскадрон «Дорадос» повстанческой армии. Вскоре после этого он был расстрелян несколькими бойцами этого подразделения у стены местного кладбища. В пользу этой версии можно сказать, что писатель, обладавший слабостью к алкоголю и вспыльчивым характером, вполне мог напиться в местном баре и поругаться с офицером, за что мог быть объявлен предателем и казнён без суда.
Оригинальные гипотезы допускают возможность тщательно замаскированного самоубийства в Большом каньоне (Рэй Моррис), или даже тайного отъезда в Европу с последующим участием в Первой мировой войне на стороне французов.

### Представление в массовой культуре тайны исчезновения Бирса
- Обстоятельства исчезновения легли в основу романа Карлоса Фуэнтеса «Старый гринго» (1985). Режиссёр Луис Пуэнсо снял по роману художественный фильм «Старый гринго» (США, 1989), в котором роль Амброза Бирса исполнил Грегори Пек
- Тема исчезновения Бирса обыгрывается в фильме «От заката до рассвета 3: Дочь палача», где писателю отведено одно из центральных мест в сюжете фильма. Роль сыграл актёр Майкл Паркс.
- Роберт Хайнлайн в повести «Утраченное наследие» (1940) сделал Бирса бессмертным хранителем эзотерического знания и главой общины Хранителей на горе Шаста. Устав от жизни среди людей, он вернулся на гору.
- Роберт Блох в своём рассказе «Люблю блондинок» (1956) также представляет своеобразную версию исчезновения Амброза Бирса.
- Своеобразная версия исчезновения писателя приводится в фантастическом рассказе Джеральда Керша «Секрет бутылки» («The Secret of the Bottle»; 1958). Этот рассказ получил премию «Эдгар».

## Творчество
Первый рассказ «Долина призраков» Бирс напечатал в 1871 году в журнале «Оверленд Мансли», на страницах которого совсем недавно прославился Брет Гарт. Дебют Бирса, как и первый его сборник рассказов «Самородки и пыль» (1872), не был замечен. Другие сборники тоже не принесли популярности. В 1909—1912 годах публикуется первое и единственное на сегодняшний день собрание его сочинений в двенадцати томах. Его скромный тираж составил всего двести пятьдесят экземпляров, но и он не разошёлся.
В своём творчестве Бирс продолжает традиции американской новеллы. В «страшных» рассказах («Смерть Хэлпина Фрейзера», «Человек и змея», «Соответствующая обстановка», «Проклятая тварь») Бирс всегда доводит ужас до самого предела. К «страшным» рассказам примыкают рассказы о Гражданской войне («Случай на мосту через Совиный ручей», «Убит под Ресакой», «Паркер Аддерсон, философ»). Хотя Бирс воевал на стороне северян, но в рассказах его не интересует идеология. Война — это абсурд: абсурдная гибель, абсурдная жестокость, абсурдная храбрость.
В 1892 году опубликовал историко-готическую повесть «Монах и дочь палача» (The Monk and the Hangman’s Daughter), в которой в качестве рассказчика вывел своё Alter ego — жившего в конце XVII века вымышленного монаха-францисканца, носящего одинаковое с ним имя Амброзий. Написанная совместно с еврейским журналистом Адольфом Данцигером де Кастро, она представляет собой вольную переработку романа немецкого писателя Рихарда Фосса «Монах из Берхтесгадена» (Der Mönch von Berchtesgaden, 1891).
Юмористические рассказы Бирса саркастичны и далеки от светлого юмора его современника О. Генри («Сальто мистера Свиддлера»). Книга «Словарь Сатаны» — это собрание язвительных афоризмов на разные темы, размещённых в виде словаря. Личность и творчество Амброза Бирса во многом перекликается с его французским современником и коллегой, Альфонсом Алле (1854—1905).
Влияние Бирса признавали такие писатели, как Эрнест Хемингуэй, Хорхе Луис Борхес и Варлам Шаламов.

## Лавкрафт об Амброзе Бирсе
Говард Лавкрафт в своей статье «Сверхъестественный ужас в литературе» говорит вот что:

Ближе к настоящему величию был эксцентричный и мрачный журналист Амброз Бирс, который родился в 1842 году и тоже участвовал в Гражданской войне, но уцелел и написал несколько бессмертных рассказов, а потом исчез в 1913 году в загадочном тумане, словно сотворенном его собственной жутковатой фантазией. Бирс был известным сатириком и памфлетистом, однако своей литературной репутацией он обязан мрачным и жестоким рассказам; большая их часть так или иначе связана с Гражданской войной и составляет самую яркую и достоверную картину, какую когда-либо это событие имело в литературе. Если по справедливости, то все рассказы Бирса принадлежат литературе ужаса; и, если многие из них имеют дело лишь с физическим и психологическим ужасом внутри Природы, то самые значительные предполагают сверхъестественное зло и составляют значительный вклад в американский фонд литературы о сверхъестественном.

## Экранизации
- Короткометражный фильм «Совиный ручей» (La rivière du hibou, реж. Р. Энрико, Франция, 1962), премия «Оскар» 1963 года в номинации «Лучший короткометражный фильм».
- Ambrose Bierce: Civil War Stories, США, 2006. Экранизированные рассказы: One Kind Of Officer; Story Of A Conscience; An Occurrence At Owl Creek Bridge[13]. Транслировался в России под названием: «Мост через Совиный ручей и другие истории Амброза Бирса о гражданской войне»[14]. Роль писателя там исполнил актёр Кэмпбелл Скотт.

## Переводы на русский
- Настоящее чудовище. — Л., 1926.
- Рассказы. — М., 1938.
- Словарь сатаны и рассказы / Вст. ст. Р. Д. Орловой. — М.: Художественная литература, 1966.
- Заколоченное окно. — Свердловск: Средне-Уральское книжное издательство, 1989.
- 10 смертей Амброза Бирса. — Тверь: Издательство Тверского ОК КПСС, 1991.
- Ловец человеков: Мистические рассказы. — М.: Республика, 1993.
- Может ли это быть? — М.: Бук Чембэр Интернэшнл, 1995.
- Страж мертвеца. — СПб: Кристалл, 2000.
- Словарь сатаны. Рассказы. — М.: ЗАО «Центрполиграф», 2003.
- Диагноз смерти. Рассказы. — М.: ЗАО «Центрполиграф», 2003.
- Лексикон циника. — М.: Спецкнига, 2006.
- Собрание рассказов. — М.: Издательство «АСТ», 2014. — (Легендарная классика).
- Словарь сатаны. Сб. — М.: Издательство «АСТ», 2021. — (Эксклюзивная классика).
- Загадочные исчезновения / Пер. А. Б. Танасейчука. — М.: РИПОЛ классик, 2022.